# Cinema de l'Iraq
El desenvolupament del cinema de l'Iraq reflecteix els canvis històrics dràstics que l'Iraq ha experimentat al segle xx. La Guerra de l'Iraq que va començar l'any 2003 va influir en moltes pel·lícules produïdes.

## Història
Tot i que la primera projecció cinematogràfica de l'Iraq va tenir lloc el 1909, el cinema no es va considerar realment com una activitat cultural o un passatemps fins a la dècada de 1920. Els primers cinemes, com el famós cinema al-Zawra a la bulliciosa via al-Rashid de Bagdad, van reproduir majoritàriament pel·lícules mudes americanes per a ciutadans britànics.
A la dècada de 1940 sota el domini del rei Faisal II de l'Iraq, va començar un autèntic cinema iraquià. Amb el suport dels financers britànics i francesos, les productores de cinema es van establir a Bagdad. L'estudi de Bagdad es va establir l'any 1948, però aviat es va trencar quan van esclatar les tensions entre els fundadors àrabs i jueus. En la seva major part, el producte eren romanços purament comercials i melindrosos amb molts cants i balls sovint ambientats en pobles petits. L'estudi World of Arts (Dunyat Alfann), que va ser fundat per actors, va aconseguir una tarifa més seriosa. El 1955, van produir Fitna wa Hassan de Haidar Al-Omar, un relat iraquià de Romeu i Julieta, que va rebre atenció internacional. Però, en la seva major part, la norma del puny fort de l'estat va desanimar qualsevol pel·lícula socialment rellevant.
L'any 1959, quan el govern del rei Faisal II va ser enderrocat, va néixer l'Organització General de Cinema i Teatre amb la finalitat de promoure els objectius polítics del nou règim tant en documentals com en llargmetratges. Típics eren documentals com el Projecte Al Maghishi de 1969, que mostrava les campanyes de reg del govern i A Wedding in Heaven de 1967, que celebra la força aèria i el seu sistema d'armes. La revolució de 1968 que va posar al poder al partit Baas va consolidar encara més el control del govern sobre el material cinematogràfic, i la necessitat de l'estat de fer que totes les pel·lícules validessin el seu poder.
L'ascens al poder de Saddam Hussein el 1979 va empènyer el cinema iraquià en una direcció lleugerament diferent. L'esgotament dels recursos nacionals de la Guerra Iran-Iraq de 1980 va deixar la producció cinematogràfica gairebé aturada. Les poques pel·lícules posades en producció tenien principalment la intenció de glorificar una història mítica iraquiana o celebrar el govern de Hussein. El 1981, el govern va encarregar al cineasta egipci Salah Abouseif que fes Al-Qadisiya, una èpica d'època que relata el triomf dels àrabs sobre els perses l'any 636 dC. De la mateixa manera, el melodramàtic The Great Question (al-Mas' Ala Al-Kubra) de Mohamed Shukri Jameel va comptar amb l'actor britànic Oliver Reed com el viciós tinent coronel Gerard Leachman que va ser justament assassinat a la revolució iraquiana de 1920.
El 1980 Hussein va promoure la seva pròpia mitologia amb l'èpica autobiogràfica de 6 hores Els dies llargs (Al-ayyam al-tawila), la saga de la participació de Hussein en l'intent d'assassinat fallit de 1958 del primer ministre Abd al-Karim Qasim, i la seva posterior fugida heroica de tornada a Tikrit. La pel·lícula va ser editada i parcialment dirigida per Terence Young, el director britànic que va fer el seu nom dirigint les primeres pel·lícules de James Bond Agent 007 contra el Dr. No i Operació Tro. Hussein és interpretat per Saddam Kamel, un cosí i gendre d'Hussein, que finalment es va enfrontar amb el líder i va ser assassinat el 1996.
Després que l'Iraq comencés els atacs contra Kuwait, les sancions a l'Iraq van fer que el cinema fos impossible al país, tot i que una nova generació de cineastes està cobrant vida a Bagdad.

## Destacats actors iraquians
- Ibraham Alzubaidy, (1978–)
- Lewis Alsamari, (1976–) va protagonitzar la pel·lícula d'Universal Pictures United 93
- Charlotte Lewis, més destacada pel seu paper principal femení a The Golden Child juntament amb Eddie Murphy
- Yasmine Hanani, aparegut a les pel·lícules documentals Voices of Iraq, My Country, My Country i Battle for Haditha
- Don Hany, (1975–), (Guanyador com a millor actor per Winning the Peace (2005) i conegut pel seu paper de Theo Rahme a White Collar Blue
- Heather Raffo (iraquiana-estatunidenca nascuda a Michigan), dramaturga i actriu guanyadora de premis més coneguda pel seu paper a 9 Parts of Desire
- Shero Rauf
- Basam Ridha
- Zina Zaflow

## Destacats directors de cinema iraquians
- Ibraham Alzubaidy

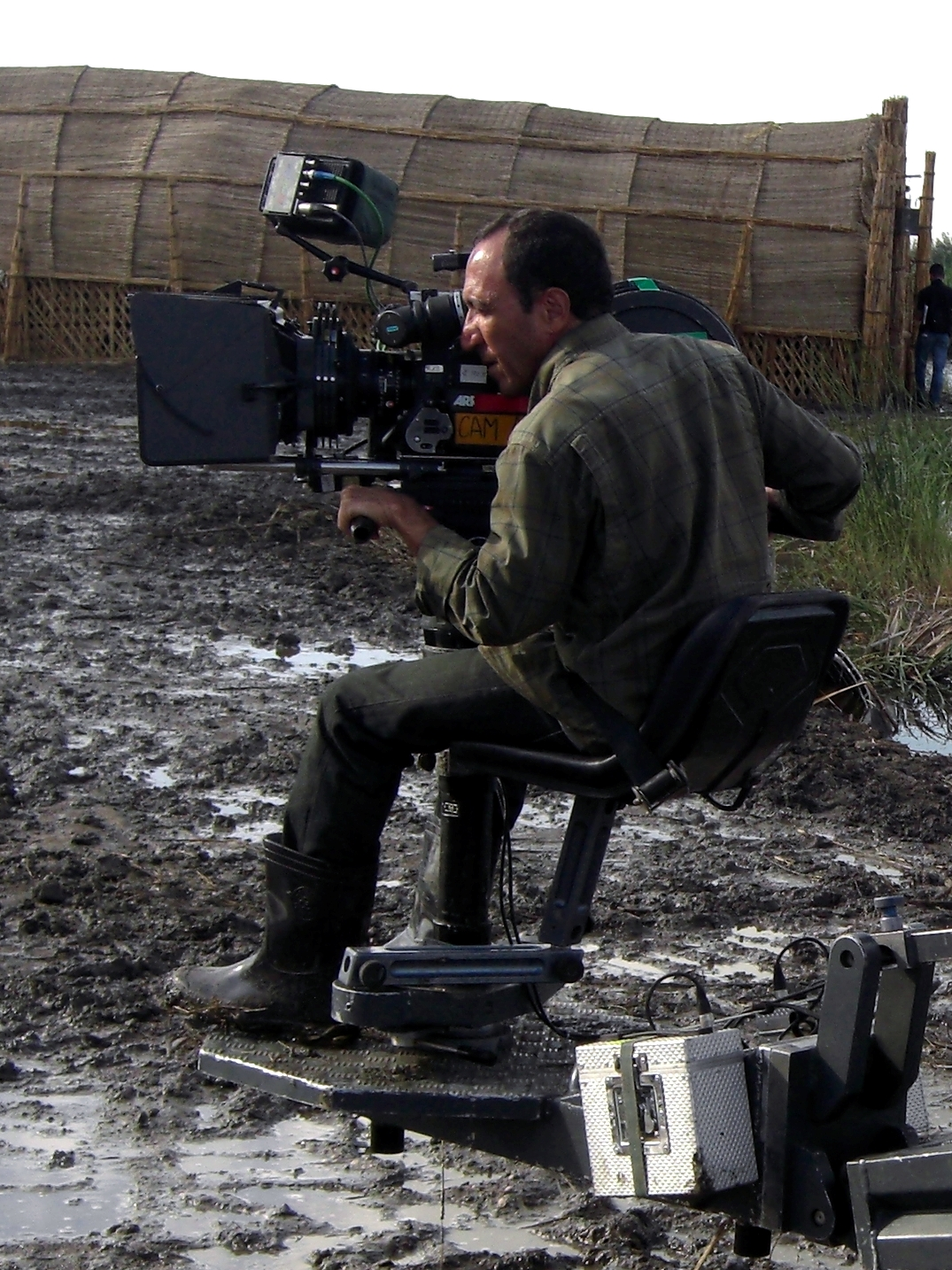
El director iraquià Abbas Fahdel al plató de L'Aube du monde

- Abbas Fahdel, director de L'Aube du monde
- Usama Alshaibi, director de Muhammad and Jane i Nice Bombs
- Amer Alwan, conegut per guanyar un premi per Zaman, The Man From The Reeds
- Zana Briski, directora de Born into Bordhels
- Ishtar Yasin Gutierrez
- Anisa Mehdi, directora de cinema guanyadora d'un Emmy, periodista i directora de Inside Mecca
- Najeen
- Shero Rauf
- Maysoon Pachachi, director de Return to the Land of Wonders
- Rashed Radwan
- Saad Salman, director de cinema conegut pel seu documental Baghdad On/Off
- Baz Shamoun, director de cinema i realitzador del curt documental Where is Iraq?
- Oday Rasheed, director i guionista, Underexposure i Qarantina
- Mohamed Al-Daradji, director d' Ahlaam i Syn Babilonu
- Mohanad Hayal, director de Haifa Street
- Ali Raheem, director de Balanja